# Club Baloncesto Estudiantes 2001-2002
Questa voce raccoglie le informazioni riguardanti il Club Baloncesto Estudiantes nelle competizioni ufficiali della stagione 2001-2002.

## Stagione
La stagione 2001-2002 del Club Baloncesto Estudiantes è la 46ª nel massimo campionato spagnolo di pallacanestro, la Liga ACB.

## Roster
Aggiornato al 9 gennaio 2025.
| Adecco Estudinates 2001-02 | Adecco Estudinates 2001-02 |
| Giocatori                  | Staff tecnico              |
| -------------------------- | -------------------------- |

| N. | Naz.                                     | Ruolo | Nome              | Anno | Alt.   | Peso   |  |
| -- | ---------------------------------------- | ----- | ----------------- | ---- | ------ | ------ |  |
| 14 | Argentina (bandiera) · Italia (bandiera) | AP    | Hernán Jasen      | 1978 | 199 cm | 97 kg  |  |
| 5  | Spagna (bandiera)                        | P     | Gonzalo Martínez  | 1974 | 178 cm |        |  |
| 6  | Spagna (bandiera)                        | GA    | Andrés Miso       | 1983 | 198 cm | 88 kg  |  |
| 7  | Spagna (bandiera)                        | A     | Nacho Yáñez       | 1973 | 203 cm | 90 kg  |  |
| 8  | Stati Uniti (bandiera)                   | G     | Marlon Garnett    | 1975 | 188 cm | 84 kg  |  |
| 9  | Spagna (bandiera)                        | AC    | Felipe Reyes      | 1980 | 203 cm | 104 kg |  |
| 10 | Spagna (bandiera)                        | AP    | Carlos Jiménez    | 1976 | 204 cm | 100 kg |  |
| 11 | Stati Uniti (bandiera)                   | AG    | Andrae Patterson  | 1975 | 205 cm | 108 kg |  |
| 12 | Spagna (bandiera)                        | C     | Rafael Vidaurreta | 1977 | 206 cm | 115 kg |  |
| 13 | Spagna (bandiera)                        | P     | Nacho Azofra (C)  | 1969 | 185 cm | 83 kg  |  |
| 14 | Spagna (bandiera)                        | C     | Alfonso Reyes     | 1971 | 203 cm | 116 kg |  |
| 15 | Spagna (bandiera)                        | C     | Germán Gabriel    | 1980 | 207 cm | 108 kg |  |

| Allenatore                                                                                        |
| - Carlos Sainz (fino al 12 dicembre) - Pepu Hernández (dal 12 dicembre)                           |
| Assistente/i                                                                                      |
| - Angel Miguel Goñi - Javier Carlos González Legenda - (C) Capitano - (IN) Inattivo - Infortunato |

## Mercato

### Sessione estiva
| Acquisti | Acquisti          | Acquisti                | Acquisti   | Acquisti |
| R.a      | Nome              | da                      | Modalità   |          |
| -------- | ----------------- | ----------------------- | ---------- | -------- |
| GA       | Andrés Miso       | Universidad Complutense | definitivo |          |
| AP       | Hernán Jasen      | Gijón                   | definitivo |          |
| A        | Nacho Yáñez       | Universidad Complutense | definitivo |          |
| AG       | Andrae Patterson  | Minnesota T'wolves      | definitivo |          |
| C        | Germán Gabriel    | Málaga                  | prestito   |          |
| C        | Rafael Vidaurreta | W.F. Dem. Deacons       | definitivo |          |

| Cessioni | Cessioni       | Cessioni                | Cessioni       | Cessioni |
| R.       | Nome           | a                       | Modalità       |          |
| -------- | -------------- | ----------------------- | -------------- | -------- |
| P        | Luis Muñoz     | Universidad Complutense | fine contratto |          |
| G        | Geno Carlisle  | Las Vegas Slam          | fine contratto |          |
| G        | Pedro Robles   | Gijón                   | fine contratto |          |
| GA       | Nenad Marković | Paniōnios               | fine contratto |          |
| C        | César Arranz   | Universidad Complutense | fine contratto |          |
| C        | Asier García   | Universidad Complutense | fine contratto |          |
| C        | Shaun Vandiver |                         | ritirato       |          |